# Phonogram Records

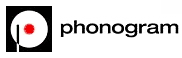
Logo

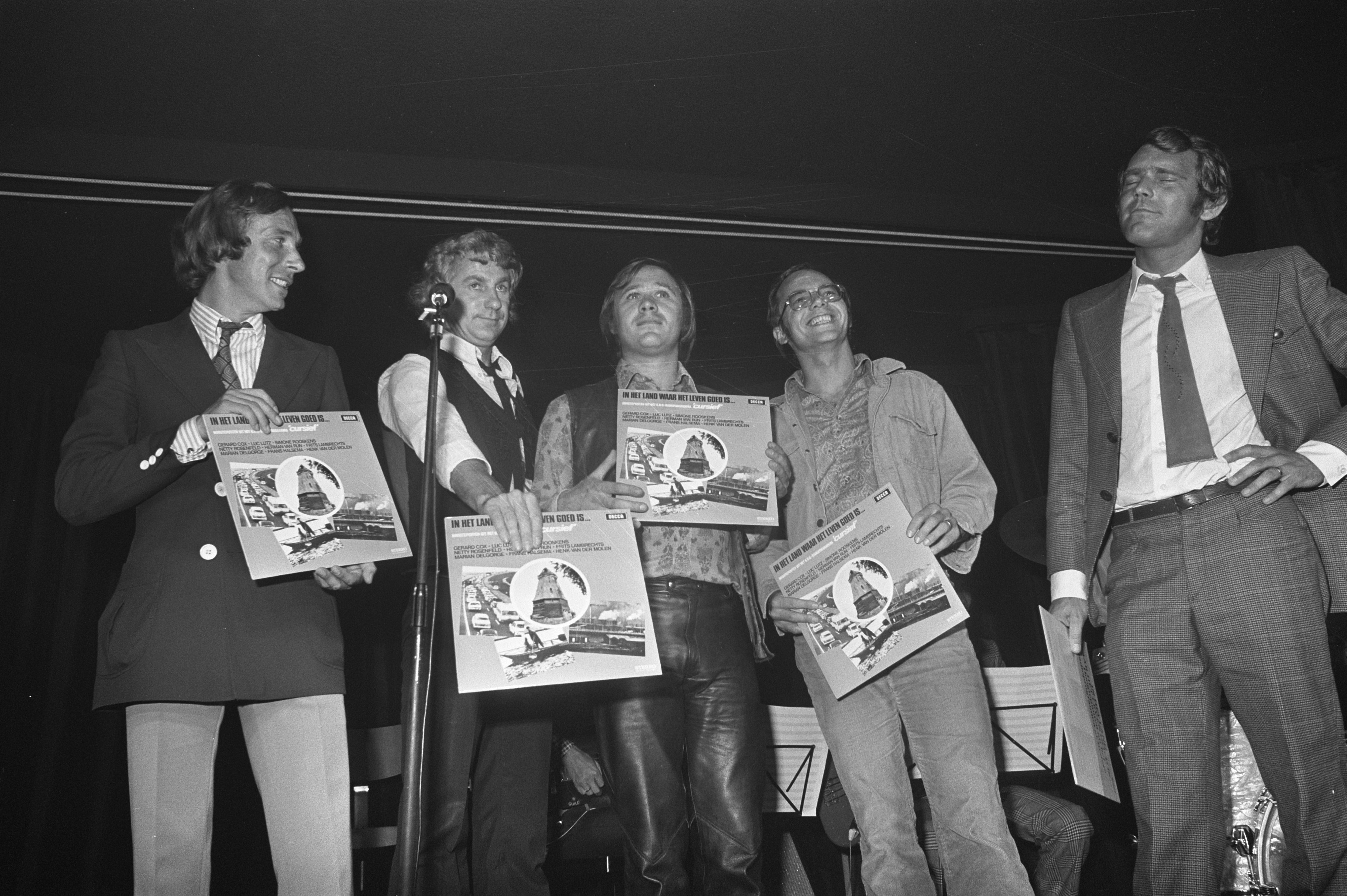
Phonogram presenteert nieuwe cabaret LPs (4 september 1972)

Phonogram was een van oorsprong Nederlandse verkoopmaatschappij die verantwoordelijk was voor de promotie en distributie van muziekuitgaven. Ze was eigendom van de N.V. Philips Phonografische Industrie (PPI), die een onderdeel was van Philips.

## Geschiedenis

### Oorsprong
Phonogram werd in 1953 door Philips Phonografische Industrie opgericht als NV Phonogram.. In het begin was Phonogram, net als PPI, gevestigd in Baarn, maar al snel verhuisde men naar Amsterdam.

### Uitbreiding
Sinds het begin in 1953 breidde Phonogram zich langzaam maar zeker uit over de hele wereld. In verschillende landen richtte Philips nieuwe Phonogram-bedrijven op, bijvoorbeeld in Noorwegen. Daarnaast werd het aantal labels uitgebreid. In eerste instantie was Phonogram verantwoordelijk voor drie labels: het huismerk Philips, Decca en London Records. De laatste twee vanwege het samenwerkingsverband dat Philips sinds 1947 had met Decca. Hier kwam in 1957 Fontana bij. Nadat Philips de distributierechten van het Amerikaanse label Columbia verloor, nam het in 1961 de Amerikaanse Mercury Record Corporation over. Hierdoor werd het label Mercury ook aan de Phonogram-stal toegevoegd. Later kwam daar nog Vertigo bij. Ook verzorgde Phonogram de distributie van een aantal buitenlandse labels, waaronder het Britse Island Records en Charisma.
In 1962 ging Philips een samenwerkingsverband aan met Siemens & Halske. Siemens & Halske was eigenaar van Deutsche Grammophon en Polydor, twee belangrijke Duitse labels in die tijd. Tien jaar later leidde die samenwerking tot de oprichting van PolyGram, een overkoepelende naam voor Phonogram en Polydor en alle labels die daaraan verbonden waren. In Nederland bleven Phonogram en Polydor echter twee aparte bedrijven met hun eigen distributie-apparaten. Bij de vorming van PolyGram veranderde tevens de naam van Philips Phonografische Industrie in Phonogram International. 
In 1978 werd de oude Phonogram Studio in Hilversum gesloten en nam men voortaan op in de gloednieuwe Wisseloordstudio's, eveneens te Hilversum. Deze studio's waren eigendom van PolyGram. In het ernaast gelegen kantoorpand werd het hoofdkantoor van PolyGram en dochterbedrijven Phonogram en Polydor gevestigd. Dat leidde soms tot opvallende zaken: zo werd de Nederlandse band Earth & Fire in 1979 door Polydor aan de kant gezet, waarna de groep letterlijk één deur verder een nieuw contract kreeg bij Phonogram.

### Einde van Phonogram
In 1987 kwam Phonogram weer volledig in het bezit van Philips, dat Siemens uitkocht. Om de activiteiten van het bedrijf wereldwijd te stroomlijnen, werd geprobeerd om de naam Phonogram als merk te registreren. Het Benelux Merken Bureau weigerde echter de registratie, omdat ze de naam te algemeen vonden. Daarna besloot Polygram vanaf 1995 de naam van verkoopmaatschappijen die toen nog Phonogram heetten, te wijzigen in Mercury Records. Daarmee verdween de naam Phonogram uit de muziekwereld.
In 1998 werd moedermaatschappij PolyGram overgenomen door het Amerikaanse Seagram, en ging het uiteindelijk op in de Universal Music Group. De Nederlandse afdeling is gevestigd in Baarn.

## Genres en artiesten

### Klassieke muziek
De eigen, Nederlandse opnamen werden uitgebracht op het nieuwe Philipslabel. De eerste klassieke opnamen op dit label werden in december 1950 gemaakt van het Residentie Orkest o.l.v. Willem van Otterloo: Haydns Oxford Symphony en de Peer Gynt Suite van Grieg. Omdat Philips Phonographische Industrie niet over eigen studio's beschikte, vonden deze opnamen plaats in het Concertgebouw in Amsterdam. Het Concertgebouworkest nam in 1951 onder leiding van Paul van Kempen Tchaikosky's vijfde en zesde symfonie op. In de jaren vijftig en het begin van de jaren zestig was Jos Cleber vaste dirigent voor Phonogram.
Sindsdien hebben Philips en zijn opvolgers een grote naam opgebouwd met het klassieke repertoire. Tegenwoordig worden de klassieke opnamen van voorheen Philips uitgebracht op het label Decca Classics, als onderdeel van de Universal Music Group.

### Populaire muziek
Vanaf medio jaren vijftig werd het aandeel van populaire muziek bij Philips steeds groter. Bekende artiesten uit die tijd die onder contract stonden bij de platenmaatschappij waren onder meer Zwarte Riek, Annie de Reuver en Willy Alberti.
In de jaren zestig was de tienermuziek in opkomst en Phonogram had al snel een stevige vinger in de pap in dit nieuwe genre.
In Nederland had Phonogram veel succes met artiesten als Rob de Nijs, Johnny Lion, Anneke Grönloh en Willeke Alberti. Populaire muziek werd vooral opgenomen in de inmiddels verdwenen studio aan de Honingstraat in Hilversum. Drijvende krachten achter de populaire muziek waren in die tijd Gerrit den Braber en orkestleider-arrangeur Jack Bulterman.
Op het gebied van het cabaret was Phonogram met Rine Geveke zeer succesvol met platen van onder anderen Wim Sonneveld en Wim Kan.
De komst van de beatmuziek bezorgde Phonogram veel singleverkopen van Britse beatgroepen als The Rolling Stones, Them en The Who. Ook op het gebied van de Nederbiet was de platenmaatschappij zeer succesvol met onder meer Cuby + Blizzards, Q'65 en Het. Een van de grootste talenten die halverwege de jaren 60 opkwam, was Boudewijn de Groot, wiens platen uitkwamen op het Decca-label.